# Tango para tres
Tango para tres es una comedia romántica de 1999 protagonizada por Matthew Perry, Neve Campbell, Dylan McDermott y Oliver Platt.

## Trama
Ubicado en medio de un musical de finales de 1990, Oscar Novak (Perry), un aspirante a arquitecto y su socio, Peter Steinberg (Platt), acaban de obtener una oportunidad con el magnate Charles Newman (McDermott), quien los ha elegido para competir para el diseño de un multimillonario centro cultural. En una maniobra de publicidad, Newman ha lanzado a Oscar y Peter en un cabeza a cabeza con sus archirrivales y antiguos colegas, el exitoso (y también despiadado) Decker y Strauss. En un giro cómico, a Oscar se le confunde como un hombre gay cuando se encuentra con Charles Newman (lo hace aún más divertido por el hecho de que Peter es realmente gay, con comentarios de Oscar haciendo a Newman pensar que Peter es el heterosexual). Bajo la impresión errónea que Oscar es homosexual, y por lo tanto un compañero seguro para su novia Amy (Campbell), él le pide a Oscar en cuidar a su novia por él para decirle a quien le habla (también asegurándose que ella no le hable a su esposa). Naturalmente, Oscar se enamora de Amy casi a la vista, pero ella piensa que él es gay, y por lo tanto él se ve obligado en mantener la farsa de ser gay para evitar tener problemas con Newman, y perder la comisión.
Los asuntos se complican cuando un artículo sobre el estado homosexual de Peter y Oscar es publicado, dejando a Oscar en la posición frustrante en tener que defenderse de los avances de varios hombres gay, mientras convencen a sus amigos y familia que él simplemente finge ser gay; Amy incluso le planea una cita con su exnovio, el jugador de fútbol Kevin Cartwright, pero Oscar se las arregla para negar la situación diciendo que él está enamorado de otra persona. A pesar de los malentendidos embarazosos, Oscar forma una unión cercana con Amy mientras continúan pasando su tiempo juntos- en la medida que Amy se muda con él después de que es echada de su apartamento-. Amy comparte varias historias personales con Oscar (como el hecho que una vez ella tuvo una experiencia lésbica en la Universidad). En la presentación final del centro cultura, Oscar y Peter reciben la comisión, pero a Oscar le dicen que ha ganado el premio del Hombre Profesional Gay del Año, con Newman decidiendo sí él revelará su decisión después de la ceremonia.
Después de un encuentro incómodo entre Amy y la esposa de Newman en la fiesta, ella y Oscar van a un bar, pero Amy deja la frustración después de que ella casi lo besa, lo que provocó una breve discusión entre ella y Oscar, donde Oscar dice que su relación con Newman no tiene futuro, con la única razón que ellos no han discutido en un año debido a que Newman no le importa lo suficiente para pelear con ella, mientras Amy dice que Oscar no está en una posición para darle consejos sobre romance, después de haber jugado pasando tiempo con ella ya que él no ha estado en una cita desde que ella lo conoció. Después de pasar el día solo, Oscar acurre a la ceremonia de premios para Hombre Profesional Gay del Año. Sin embargo, a pesar de que inicialmente continúa su farsa, al tiempo que mira a las personas ante él, hace un discurso apasionado sobre como admira a todos los hombres y mujeres quienes fueron capaces de decirle la verdad a sus familias sobre cómo se sentían, terminando el discurso con "salir del armario" mientras que admite ser heterosexual y que está enamorado de Amy; incluso sí él simultáneamente destruye cualquier esperanza de estar con ella por hacerlo, él sintió que todos en la habitación merecen el mismo tipo de honestidad que ellos le han dado a sus familias. Mientras es aplaudido por tener el coraje de admitir la verdad, él corre hacia Amy, solo para que ella lo golpee y antes de que Newman se vaya del teatro con rabia, dejando a Peter aceptar una cita con Kevin. Sin embargo, mientras Oscar se sienta en un restaurante dónde él y Amy comieron juntos la noche que se conocieron, Amy se encuentra con él, admitiendo (después de que él se disculpa por mentirle) que ella también lo ama, seguido de su primer beso.
En una secuencia posterior a la de los créditos, la esposa de Newman lo convence a ir con el diseño de Oscar y Peter a pesar de sus propias demandas para ir con otra empresa, revelando que ella sabía sobre él y Amy e informándole sin rodeos que Oscar y Peter hicieron el mejor trabajo.

## Elenco
- Matthew Perry como Oscar Novak.
- Neve Campbell como Amy Post.
- Dylan McDermott como Charles Newman.
- Oliver Platt como Peter Steinberg.
- Cylk Cozart como Kevin Cartwright.
- John C. McGinley como Strauss.
- Bob Balaban como Decker.
- Deborah Rush como Lenore.
- Kelly Rowan como Olivia Newman.
- Rick Gomez como Rick.
- Patrick Van Horn como Zack.
- David Ramsey como Bill.
- Barbara Gordon como Jenny Novak.
- Roger Dunn como Edward Novak.

## Recepción
- Rotten Tomatoes le dio a la película una puntuación de 29% basado en 63 críticas.[1]